# Agathomyia canadensis
Agathomyia canadensis är en tvåvingeart som beskrevs av Johnson 1923. Agathomyia canadensis ingår i släktet Agathomyia och familjen svampflugor. Inga underarter finns listade i Catalogue of Life.